# Lavaggio delle mani

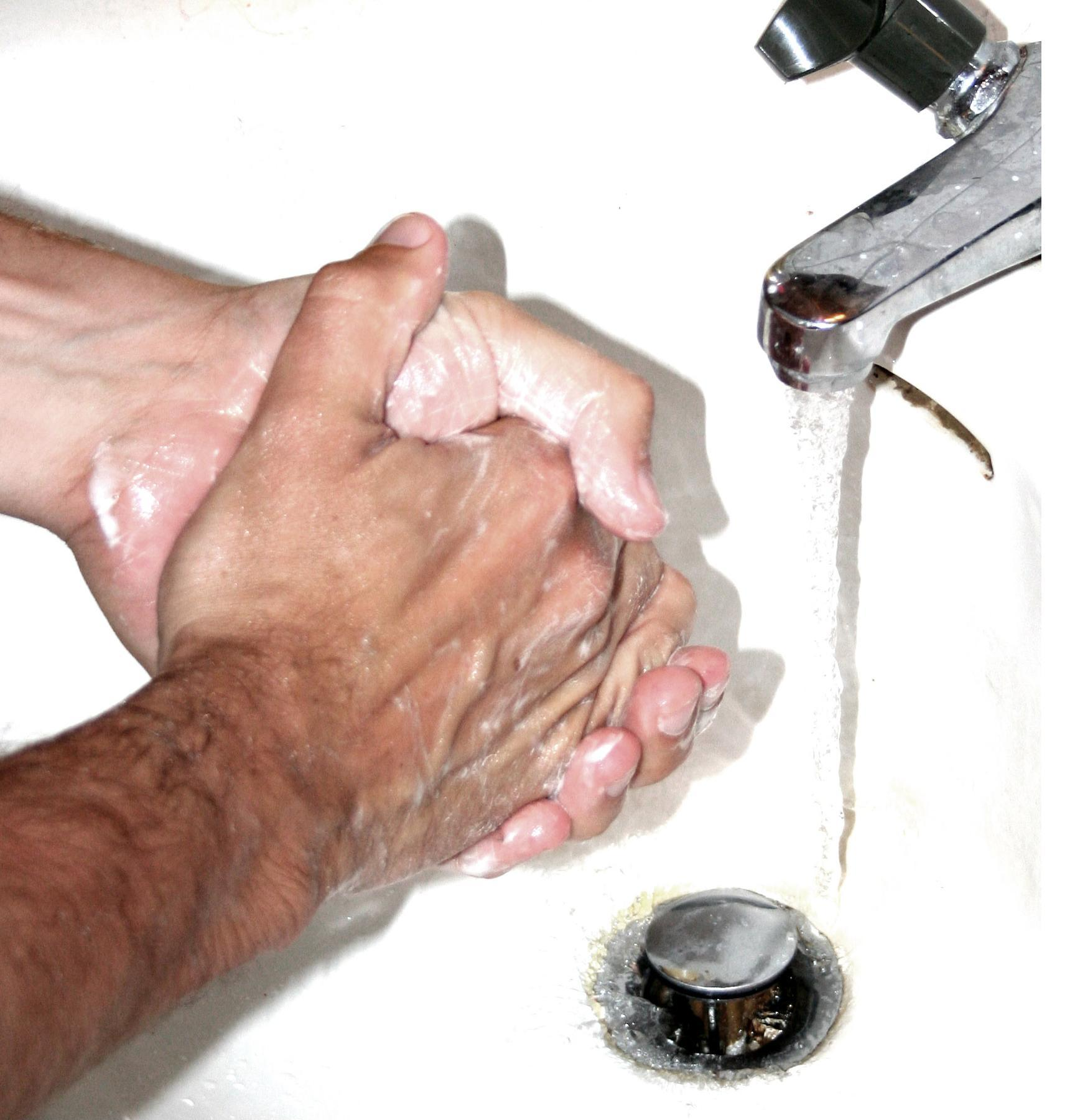
Lavaggio delle mani con acqua e sapone

Il lavaggio delle mani è una pratica di igiene consistente nell'atto di pulire le mani allo scopo di rimuovere sporco, microrganismi o sostanze indesiderate. Se non sono disponibili acqua e sapone, le mani possono essere pulite con la cenere.

## L'importanza per la salute

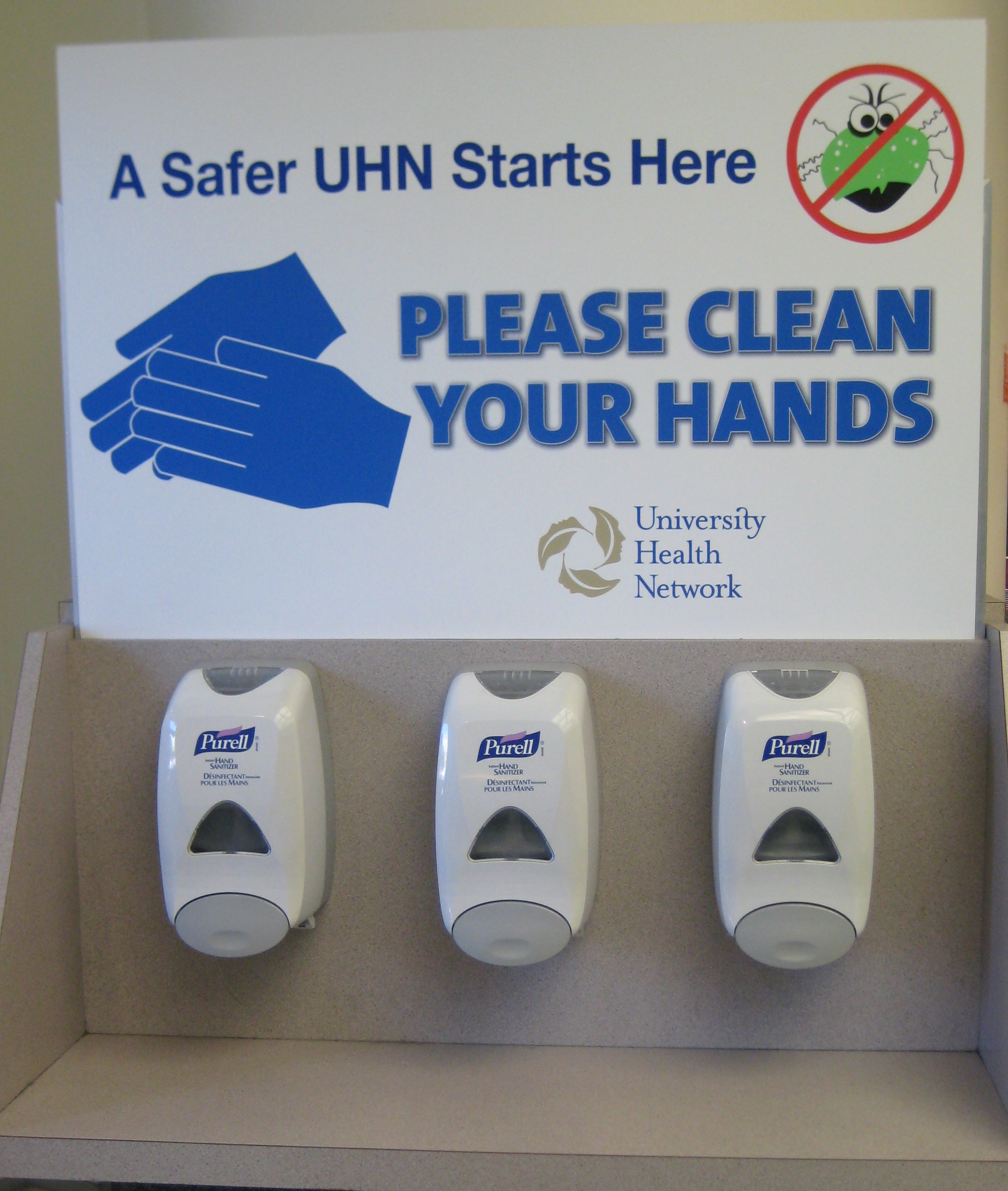
Postazione per il lavaggio delle mani all'entrate del Toronto General Hospital.

Il lavaggio delle mani con sapone in determinati "momenti critici" durante il giorno impedisce la diffusione di molte malattie, ad esempio diarrea e colera, che vengono trasmesse per via fecale-orale. Le persone possono anche essere infettate da malattie respiratorie come l'influenza o il raffreddore comune, ad esempio, se non si lavano le mani prima di toccarsi gli occhi, il naso o la bocca (cioè le mucose).
I cinque momenti critici durante il giorno in cui è importante lavarsi le mani con il sapone includono: prima e dopo la defecazione, dopo aver pulito il sedere di un bambino o dopo aver cambiato i pannolini, prima e dopo aver preparato il cibo o aver maneggiato carne cruda, pesce, o pollame, prima di dare da mangiare ai bambini e prima e di preparare il cibo o maneggiare carne cruda, pesce o pollame da mangiare.

## Sostanze utilizzate

### Acqua
L'acqua calda, sebbene vada bene per lavarsi le mani, non è calda abbastanza da uccidere i batteri. Alla temperatura corporea (37 °C) i batteri crescono molto più velocemente. Comunque, l'acqua calda saponata è più efficace dell'acqua fredda saponata nel rimuovere i grassi naturali che contengono sporco e batteri. Contrariamente alla credenza popolare, studi scientifici hanno mostrato che usare acqua calda non ha effetto nel ridurre la carica microbica delle mani.

### Sapone e detergenti
La rimozione di microrganismi dalla pelle è aumentata dall'aggiunta di saponi o detergenti all'acqua. L'azione principale di saponi e detergenti è di ridurre la tensione superficiale ed aumentare la solubilità. L'acqua da sola è un detergente inefficace della pelle perché i grassi e le proteine non si sciolgono facilmente in acqua. La pulizia, comunque, è aiutata da un appropriato flusso d'acqua.

#### Sapone solido
Il sapone solido, a causa della sua natura riutilizzabile, può contenere batteri ottenuti dagli utilizzatori precedenti. Un piccolo numero di studi riguardo al trasferimento batterico dal sapone solido contaminato hanno concluso che il trasferimento è improbabile poiché i batteri sono sciacquati via con la schiuma. Il CDC afferma comunque "è preferibile il sapone liquido con erogatori senza tocco".

#### Sapone antibatterico
I saponi antibatterici sono stati promossi massicciamente al pubblico attento alla salute. A oggi, non c'è prova che utilizzare gli antisettici o i disinfettanti raccomandati selezioni organismi antibiotico-resistenti in natura. Comunque, i saponi antibatterici contengono agenti antibatterici comuni, come il triclosano, che incontra un'ampia lista di forme resistenti di organismi. Quindi, sebbene le forme antibiotico-resistenti non siano selezionate dai saponi antibatterici, questi potrebbero non essere così efficaci quanto viene detto nel commercializzarli. Oltre al tensioattivo e all'agente protettivo della pelle, le composizioni ricercate possono contenere acidi (acido acetico, acido ascorbico/vitamina C, acido lattico) come regolatori del pH, l'acido benzoico che è attivo antimocrobicamente ed ulteriori trattamenti per la pelle (aloe vera, vitamine, mentolo, estratti di piante.
Un'analisi dell'University of Oregon School of Public Health indicò che i saponi normali sono ugualmente efficaci come i saponi anti-batterici commerciali contenteni triclosano nel prevenire malattie e nel rimuovere batteri dalle mani.

### Disinfettanti

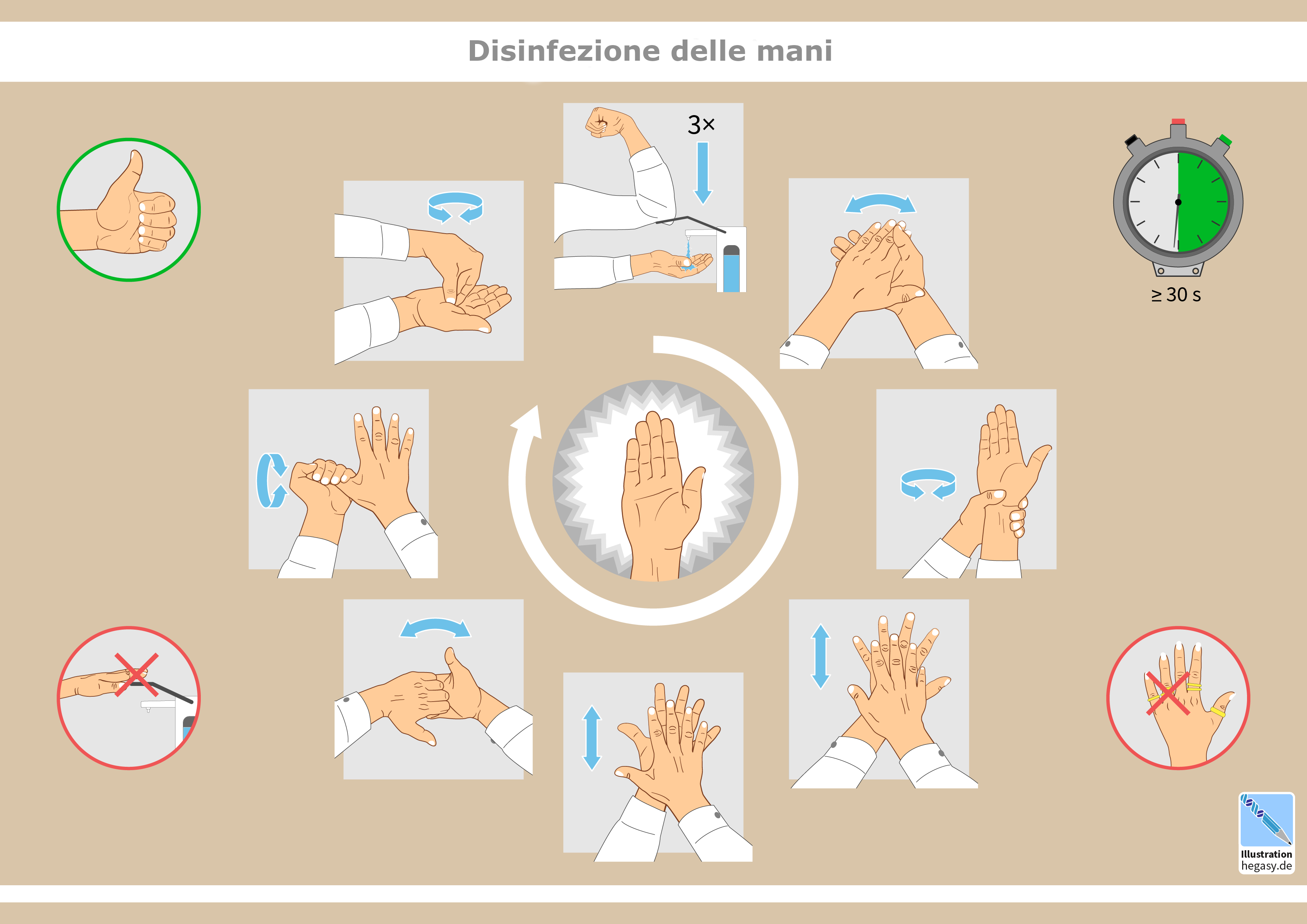
Procedura di disinfezione delle mani secondo lo standard tedesco DIN EN 1500

Un disinfettante per le mani o un antisettico per le mani è un agente igienizzante non a base d'acqua. I disinfettanti per mani sono più efficaci contro i batteri e meno efficaci contro alcuni virus.
Nei tardi anni 1990 e nella prima parte del XXI secolo, iniziarono ad ottenere popolarità agenti igienizzanti a base alcolica. Molti erano a base di alcol isopropilico o alcol etilico miscelato con un agente addensante come il Carbomer (polilmero dell'acido acrilico) per formare un gel, o ad un umettante come il glicerolo per formare un liquido o una schiuma per facilitarne l'uso e diminuire l'effetto irritante dell'alcol.  L'aggiunta di acqua ossigenata diluita aumenta ulteriormente l'attività antimicrobica.
I disinfettanti per le mani che contengono da un minimo di 60% fino al 95% di alcol sono efficaci nell'uccidere i germi. I disinfettanti a sfregamento a base di alcol uccidono batteri, batteri multiresistenti (Staphylococcus aureus resistente alla meticillina e Enterococcus resistente alla vancomicina), tubercolosi, alcuni virus (compreso HIV, herpes, Virus respiratorio sinciziale umano, rhinovirus, virus del vaccino, influenza ed epatite) e funghi.
I disinfettanti a base alcolica contenenti almeno il 70% di alcol uccidono il 99,97% dei batteri sulle mani (3,5 riduzioni logaritmiche) 30 secondi dopo l'applicazione, e dal 99,99% al 99,999% dei batteri sulle mani (da 4 a 5 riduzioni logaritmiche) 1 minuto dopo l'applicazione.
I disinfettanti per le mani a base di alcol sono praticamente completamente inefficaci contro i virus di tipo norovirus (Norwalk), la più frequente causa delle gastroenteriti contagiose.
Deve essere usato abbastanza antisettico o disinfettante a base alcolica da bagnare a fondo o da coprire entrambe le mani. Il dorso e il palmo di entrambe le mani, la parte tra ogni dito e la fine di ogni dito devono essere strofinati per approssimativamente 30 secondi finché il liquido, la schiuma o il gel sia asciutto. Anche le punte delle dita devono essere lavate bene, strofinandole contro entrambi i palmi.
I Centri per la prevenzione e il controllo delle malattie statunitensi raccomandano di lavare le mani con un disinfettante per le mani, soprattutto quando le mani sono visibilmente sporche. L'incremento dell'uso di questi agenti è basato sulla loro facilità d'uso nella rapida attività di uccidere i microorganismi; tuttavia, non devono servire come un sostituto del vero e proprio lavaggio delle mani, tranne se acqua e sapone non siano disponibili.
L'uso frequente di disinfettante per le mani a base di alcol può causare pelle secca a meno che non vengano aggiunti emollienti alla composizione. L'effetto essiccante dell'alcol può essere ridotto o eliminato aggiungendo glicerina e/o altri emollienti alla composizione. In studi clinici, disinfettanti per le mani a base di alcol contenenti emollienti causarono notevolmente meno irritazione e secchezza della pelle dei saponi o i detergenti antimicrobici. Le dermatiti allergiche da contatto,  l'orticaria da contatto o l'ipersensibilità all'alcol o additivi presenti nei disinfettanti per le mani a base di alcol si verificano raramente. La più bassa tendenza a causare dermatite da contatto irritativa  diventa un'attrattiva rispetto al lavaggio delle mani con acqua e sapone.
Nonostante la loro efficacia, gli agenti non acquosi non puliscono le mani dal materiale organico, ma semplicemente le disinfettano. È per questa ragione che i disinfettanti per le mani non sono così efficaci quanto l'acqua e sapone nel prevenire il diffondersi di molti patogeni, perché i patogeni continuano a rimanere nelle mani.
L'efficacia dei disinfettanti senza alcol dipende fortemente dagli ingredienti e dalla composizione, e storicamente è stata minore di quella dell'alcol e dei disinfettanti a sfregamento a base d'alcol. Più di recente, si è mostrato che composizioni che usano cloruro di benzalconio hanno attività antimicrobica persistente e cumulativa dopo l'applicazione a differenza dell'alcol, che si è mostrato che diminuisce di efficacia dopo un uso ripetuto, probabilmente a causa di progressive reazioni avverse della pelle.

### Cenere, terra, sabbia
Molte persone in comunità a basso reddito non possono permettersi il sapone e usano invece cenere o terra. Cenere o terra possono essere più efficaci dell'acqua da sola, ma possono essere meno efficaci del sapone. La qualità delle prove di efficacia è scarsa. Una preoccupazione è che se la terra o la cenere sono contaminate da microorganismi, l'utilizzo può aumentare la diffusione delle malattie piuttosto che diminuirlo.
Come il sapone, anche la cenere è un agente disinfettante perché a contatto con l'acqua forma una soluzione alcalina. L'OMS raccomanda la cenere o la sabbia come alternativa al sapone quando il sapone non è disponibile.

## Lavaggio antisettico delle mani

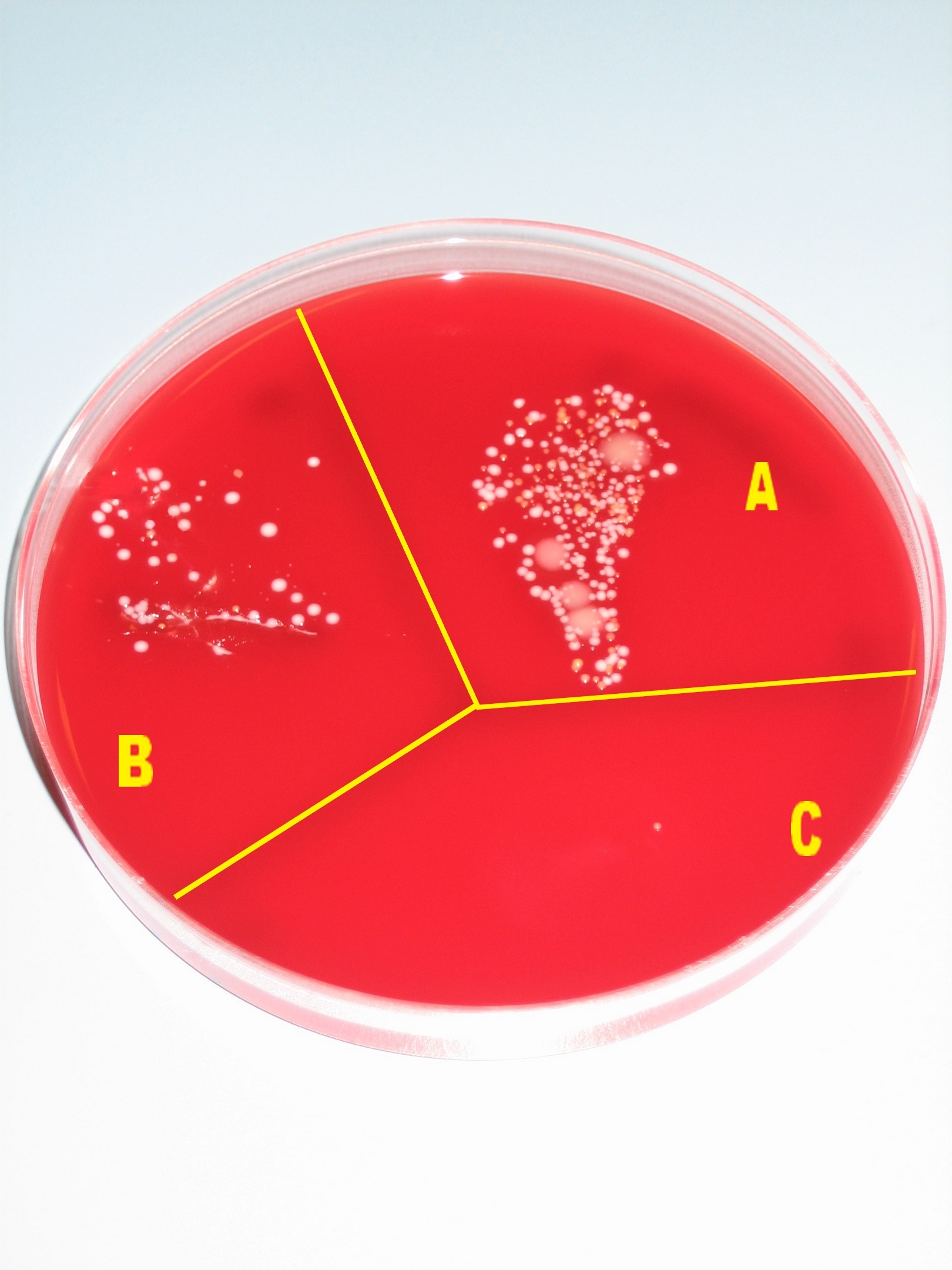
Crescita microbica senza adottare alcuna procedura (A), dopo il lavaggio delle mani con sapone (B) e dopo la disinfezione con alcol (C).

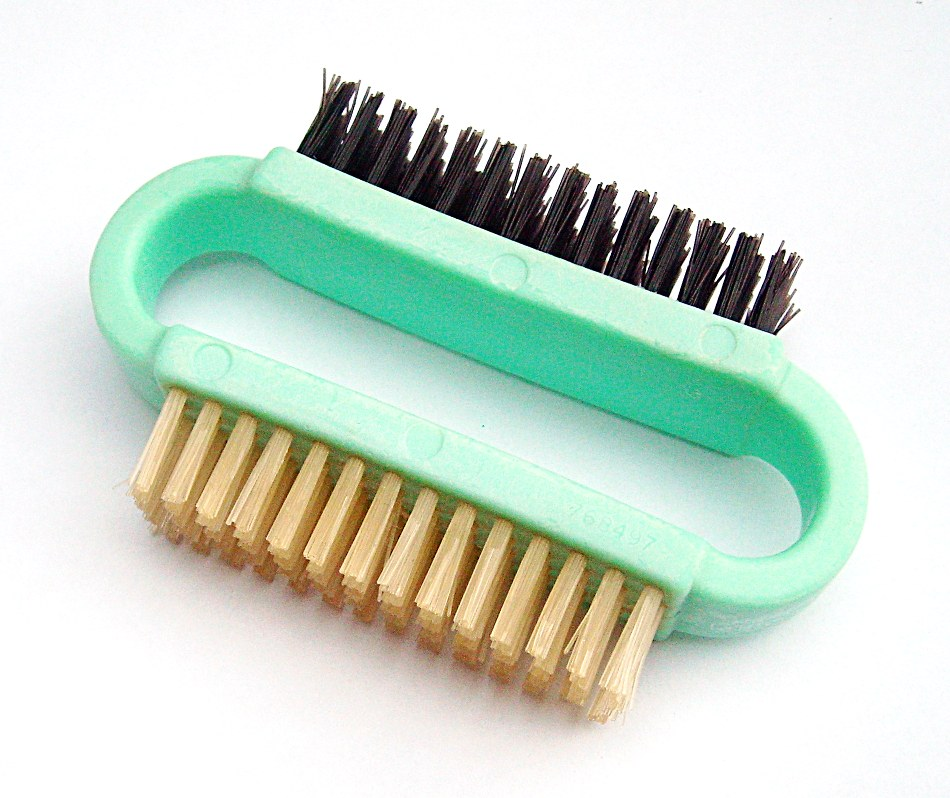
Esempio di spazzola per pulire sotto le unghie.

Il lavaggio antisettico delle mani si riferisce alle pratiche di igiene relative alle procedure sanitarie; il lavaggio delle mani prima della somministrazione di medicinali o cure mediche può prevenire o ridurre al minimo la diffusione delle malattie.
Lo scopo principale del lavaggio delle mani antisettico è quello di pulire le mani da agenti patogeni (batteri, virus o altri microrganismi che possono causare malattie) e sostanze chimiche che possono causare danni o malattie. Ciò è particolarmente importante per le persone che maneggiano cibo o lavorano in campo medico, ma anche per la popolazione in generale. L'aggiunta di agenti chimici antisettici ai saponi ("saponi medicati" o "saponi antimicrobici") conferisce al sapone un'azione di uccisione dei germi. Tale azione è utile prima di eseguire un intervento chirurgico o in ambienti in cui gli organismi resistenti agli antibiotici sono altamente prevalenti.
Il lavaggio delle mani antisettico divenne obbligatorio molto tempo dopo che il medico ungherese Ignaz Semmelweis scoprì la sua efficacia (nel 1846) nel prevenire le malattie in ambiente ospedaliero. Uno studio ha dimostrato che un adeguato lavaggio delle mani ed altre semplici procedure possono ridurre del 66% il tasso di infezioni associate a catetere utilizzato per il passaggio sanguigno.
Il The New England Journal of Medicine riporta che la mancanza di lavaggio delle mani rimane a livelli inaccettabili nella maggior parte degli ambienti medici, con un gran numero di medici e infermieri che si dimenticano sistematicamente di lavarsi le mani prima di toccare i pazienti, trasmettendo così i microrganismi. Esistono dispositivi elettronici che forniscono feedback per ricordare al personale ospedaliero di lavarsi le mani quando lo dimenticano; uno studio ha riscontrato una riduzione dei tassi di infezione grazie al loro utilizzo.

### Metodica
Il lavaggio delle mani antisettico dura almeno 15 secondi, usando una generosa quantità di acqua e sapone o gel per insaponare e strofinare ogni parte delle mani.
Questa procedura richiede di lavare le mani e gli avambracci fino al gomito, in genere 2-6 minuti. Non sono necessari lunghi tempi di lavaggio (10 minuti).
Per "strofinare" le mani prima di un intervento chirurgico, è consigliabile avere un rubinetto che si attiva e disattiva senza toccarlo con le mani, clorexidina o tintura iodio-povidone, asciugamani sterili per asciugare le mani dopo il lavaggio, una spazzola sterile per il lavaggio e un altro strumento sterile per la pulizia sotto le unghie. Tutti i gioielli devono essere rimossi prima del lavaggio.
Le mani devono essere strofinate insieme interponendo le dita tra loro. Se ci sono detriti sotto le unghie, è possibile utilizzare un'apposita spazzola con setole per rimuoverli. Poiché i germi possono rimanere nell'acqua con cui le mani sono lavate, è importante risciacquare bene e asciugare con un asciugamano pulito. Durante il risciacquo, si deve impedire all'acqua sugli avambracci di tornare alle mani. Dopo aver completato il lavaggio delle mani, le mani vengono asciugate con un panno sterile e viene indossato un abito chirurgico. Dopo l'asciugatura, utilizzare una salvietta di carta per chiudere l'acqua (e se necessario anche per aprire la porta di uscita). Questo evita di ricontaminare le mani toccando ad esempio la maniglia della porta.
L'Organizzazione mondiale della sanità ha pubblicato un opuscolo che dimostra il lavaggio e lo sfregamento standard delle mani nei settori della sanità, che identifica cinque momenti cruciali in cui lavarsi le mani:
1. prima della cura del paziente
2. dopo un contatto ambientale
3. dopo un'esposizione a sangue / fluidi corporei
4. prima di una procedura asettica
5. dopo la cura del paziente.

## Significati rituali e religiosi
Il lavaggio simbolico delle mani, usando acqua ma senza sapone, è parte del lavaggio rituale presente in molte religioni, tra cui bahá'í, induismo, ebraismo. Simili a queste sono le pratiche del "Lavabo" nel cristianesimo, wuḍūʾ nell'islam e misogi shintoista.
La frase "lavarsi le mani" di qualcosa, significa dichiarare la propria riluttanza ad assumersi la responsabilità della cosa o condividerne la complicità. Nasce dal brano biblico di Matteo in cui Ponzio Pilato si lavò le mani dalla decisione di crocifiggere Gesù Cristo.
Nel Macbeth di Shakespeare, Lady Macbeth inizia a lavarsi compulsivamente le mani nel tentativo di purificare una macchia immaginaria, rappresentando la sua coscienza colpevole per i crimini che ha commesso e indotto il marito a commettere.
È stato anche scoperto che le persone, dopo aver ricordato o contemplato atti immorali, tendono a lavarsi le mani più spesso degli altri; inoltre, coloro che hanno l'opportunità di lavarsi le mani dopo tali situazioni hanno meno probabilità di impegnarsi in altre azioni compensative di "pulizia", come il volontariato.